# 马丁·布伯
马丁·布伯（德語：Martin Buber，1878年2月8日—1965年6月13日），奥地利-以色列-犹太人哲学家、翻译家、教育家，他的研究工作集中于宗教有神论、人际关系和团体。马丁·布伯的著作，具有富于感染力的、有时如同诗歌般的写作风格，以及鲜明的主题：重述哈西德派传说、《圣经》注释和形而上学对话。马丁·布伯是一位文化锡安主义者，他活跃于德国和以色列的犹太人团体和教育团体。他还是一位坚定的在巴勒斯坦实施一国解决方案（与两国解决方案相对）的支持者，赞同在犹太人国家以色列建国后，建立一个以色列和阿拉伯国家的地区性联邦。他的影响遍及整个人文学科，特别是在社会心理学、社会哲学和宗教存在主义领域。

## 生平
1878年2月8日，马丁（希伯来语名字： מָרְדֳּכַי, Mordechai）出生在维也纳的一个犹太人家庭。他的祖父所罗门·布伯是犹太传统和《摩西五经》的著名学者，住在伦贝格（今乌克兰利沃夫），马丁·布伯童年时代大部分时间住在祖父那里。马丁·布伯接受的是多语种的教育：在家中说意第绪语和德语，在童年时期学习了希伯来语和法语，在中学时期又学习了波兰语。
1892年，马丁·布伯回到伦贝格父亲的家中。在经历一次个人宗教危机后，他放弃遵守传统的犹太教宗教法典，并开始阅读伊曼努尔·康德、索倫·奧貝·克尔凯郭尔和弗里德里希·尼采等哲学家的作品，其中后面两位尤其鼓舞他日后从事哲学研究。1896年，马丁·布伯前往维也纳求学，学习哲学、艺术史、德国研究和语言学。1898年，他参加了锡安主义运动，参与大会和组织工作。1899年，在苏黎世求学期间，马丁·布伯遇见了未来的妻子、来自慕尼黑的Paula Winkler（一位非犹太人锡安主义作家，后来改信犹太教）。
马丁·布伯的锡安主义具有他自己个人的观点，他不同意西奥多·赫茨尔的锡安主义的政治与文化方向。赫茨尔所设想的锡安主义的目标只是建立一个民族国家，没有考虑到犹太文化或宗教的需要。与此相对照，马丁·布伯则认为，锡安主义的潜力在于其社会的和精神的财富。赫茨尔与马丁·布伯终其一生，始终在相互尊敬和争论中，各自朝向自己的目标而努力。 
1902年，马丁·布伯成为锡安主义运动中央机关的周刊《世界报》（Die Welt）的编辑。但是一年后马丁·布伯加入了犹太教的哈西德运动。马丁·布伯很赞赏哈西德派在日常生活和文化中实践他们的宗教。与总是关注政治利益的繁忙的锡安主义组织相比，哈西德派更关注于马丁·布伯所渴望锡安主义采纳的价值观。1904年，马丁·布伯退出了大部分锡安主义运动的组织工作，专心于研究和写作。同年，他发表了论文